# Eurycope gibberifrons
Eurycope gibberifrons är en kräftdjursart som beskrevs av Wolff 1962. Eurycope gibberifrons ingår i släktet Eurycope och familjen Munnopsidae.
Artens utbredningsområde är havet kring Nya Zeeland. Inga underarter finns listade i Catalogue of Life.